# Denmark (Dél-Karolina)
Denmark város az Amerikai Egyesült Államok Dél-Karolina államában, Bamberg megyében. Lakosainak száma 3186 fő (2020. április 1.).

## Közlekedés
A települést érinti az Amtrak egyik távolsági vasúti járata is, a Silver Star.

## Népesség
A település népességének változása:

| 2010 | 3 538 |
| 2020 | 3 186 |